# Iperó
Iperó – miasto i gmina w Brazylii, w stanie São Paulo. Znajduje się w mezoregionie Macro Metropolitana Paulista  i mikroregionie Sorocaba.